# Ancistrus temminckii
Ancistrus temminckii (Valenciennes, 1840) è un pesce d'acqua dolce appartenente alla famiglia Loricariidae.

## Distribuzione
Proviene dal Suriname, in Sud America, in particolare dal bacino idrografico del fiume Marowijne e dal Distretto del Saramacca.

## Descrizione
Il corpo è piatto sul ventre, forma tipica dei pesci che trascorrono quasi tutto il loro tempo sul fondo, e la livrea non è molto appariscente: il corpo è nero o marrone scuro con macchie giallastre. Le pinne sono trasparenti e coperte di macchie nere. Ciò che rende particolare questo pesce sono le setole che gli adulti, e soprattutto i maschi, hanno sul muso. Le femmine ne hanno una fila sola, i maschi due e più lunghe. Esse nei maschi si dispongono a formare un disegno a Y sul muso, e si biforcano in punta. La bocca è a forma di ventosa.
Esiste anche una varietà albina ottenuta in acquario. In genere non supera i 9,8 cm.

## Biologia

### Alimentazione
È onnivoro, ma si nutre soprattutto di vegetali.

### Riproduzione
È oviparo e la fecondazione è esterna. Le uova vengono deposte in anfratti e nascondigli, e sarà il maschio ad occuparsene fino alla loro schiusa.

## Acquariofilia
Molte specie simili, denominate semplicemente Ancistrus spinosus, vengono confuse con A. temminckii, che di fatto è raramente esportato dai paesi d'origine per il mercato acquariofilo.